# Alberto Arévalo
Alberto Arévalo Alcon (ur. 8 lutego 1995 w Madrycie) – hiszpański skoczek do wody, olimpijczyk z Tokio 2020.

## Udział w zawodach międzynarodowych
| Impreza                                                             | Rok  | Miejsce   | Konkurencja                  | Wynik  | Wynik   |
| Impreza                                                             | Rok  | Miejsce   | Konkurencja                  | Punkty | Miejsce |
| ------------------------------------------------------------------- | ---- | --------- | ---------------------------- | ------ | ------- |
| Igrzyska olimpijskie                                                | 2020 | Tokio     | trampolina 3 m indywidualnie | 322.85 | 26.     |
| Mistrzostwa świata w pływaniu                                       | 2017 | Budapeszt | trampolina 1 m indywidualnie | 333.05 | 23.     |
| Mistrzostwa świata w pływaniu                                       | 2017 | Budapeszt | trampolina 3 m indywidualnie | 372.45 | 32.     |
| Mistrzostwa Europy w pływaniu, Mistrzostwa Europy w skokach do wody | 2017 | Kijów     | trampolina 1 m indywidualnie | 307.55 | 20.     |
| Mistrzostwa Europy w pływaniu, Mistrzostwa Europy w skokach do wody | 2017 | Kijów     | trampolina 3 m indywidualnie | 349.55 | 11.     |
| Mistrzostwa Europy w pływaniu, Mistrzostwa Europy w skokach do wody | 2018 | Glasgow   | trampolina 1 m indywidualnie | 314.00 | 15.     |
| Mistrzostwa Europy w pływaniu, Mistrzostwa Europy w skokach do wody | 2018 | Glasgow   | trampolina 3 m indywidualnie | 305.90 | 17.     |
| Mistrzostwa Europy w pływaniu, Mistrzostwa Europy w skokach do wody | 2019 | Kijów     | trampolina 1 m indywidualnie | 251.45 | 27.     |
| Mistrzostwa Europy w pływaniu, Mistrzostwa Europy w skokach do wody | 2020 | Budapeszt | trampolina 1 m indywidualnie | 306.90 | 16.     |
| Mistrzostwa Europy w pływaniu, Mistrzostwa Europy w skokach do wody | 2020 | Budapeszt | trampolina 3 m indywidualnie | 349.40 | 12.     |